# 다니엘코피 체레
다니엘코피 체레(독일어: Daniel-Kofi Kyereh, 1996년 3월 8일 ~ )는 가나의 축구 선수로, 현재 독일 분데스리가의 클럽 SC 프라이부르크에서 뛰고 있다. 포지션은 공격수이다.